# Kronan
 Der er for få eller ingen kildehenvisninger i denne artikel, hvilket er et problem. Du kan hjælpe ved at angive troværdige kilder til de påstande, som fremføres i artiklen.

Kronan, også kaldt Stora Kronan, var et svensk linjeskib, der blev søsat den 31. juli 1668 (først i tjeneste i 1672) og som sank den 1. juni 1676 øst for Öland under slaget ved Öland. Skibsvraget blev genopdaget i 1980, og fund derfra kan ses på Kalmar läns museum i Kalmar.

## Byggeriet
Efter en række krige i Europa og mod Danmark, konstaterede man i Sverige behovet for at gøre noget ved flåden. Derfor blev der i juli 1664 foreslået, at den svenske flåde skulle bestå af 50 orlogsskibe og et rigsadmiralsskib på 175 fod (cirka 53 meter) og med 100 kanoner. Samme år begyndte man at fragte egetømmer fra Lerum sogn i Västergötland og Lindome sogn i Halland via Göteborg, for siden at transportere det ad vandvejen til Stockholm.
På Skeppsholmen i Stockholm blev den svenske flådes nye stolthed, Kronan, endelig køllagt den 27. oktober. Sammenlignet med det 40 år ældre orlogsskib Vasa var Kronan væsentlig større, 2.300 ton deplacement, 53 meter lang, 126 kanoner på i alt 230 ton (Vasa: 1.300 ton, 45 meter, 64 kanoner på i alt 72 ton). Bredden var cirka 15 meter. Byggeriet af Kronan fandt sted på Skeppsholmen fra 1665 til 1668. Skibet blev køllagt af hollænderen Peter Kron, men fra 1666 ledtes arbejdet af englænderen Francis Sheldon. Skibet var beregnet til en besætning på 500 sømænd og 300 soldater.
I august 1667 blev skibets navn besluttet. Da der allerede fandtes et linjeskib ved navn Kronan bygget 1632, kaltes det nye linjeskib i visse dokument Stora Kronan.

## Søhistorie
I september 1675 indledte Danmark og Brandenburg den skånske krig med et angreb på de svenske tropper i Pommern. Den svenske flåde blev gjort klar til at angribe i den sydlige del af Østersøen, men rustningen trak ud og først den 9. oktober kom man i gang. Efterårsvejret var dårligt og koldt, og man fandt ingen fjender, hvorfor flåden vendte tilbage til Dalarö den 22. oktober uden at have kunnet udrette noget.
Forårsudrustningen gik tidligt i gang i 1676, for at alle fartøjer kunne være sejlklare midt i april. Ansvaret for rustningen og det kommende søtogt blev givet til den handlekraftige embedsmand Lorentz Creutz d.æ.. Han havde blandt andet som leder af hekseprocessen i Mora i 1669 dømt 20 kvinder til døden for hekseri. På trods af at han hverken var militær- eller sømand, blev han udnævnt til rigsadmiral.
Den 19. maj satte flåden ud fra Dalarö og stødte den 25. maj på den danske flåde syd for Skåne i slaget ved Bornholm. Der faldt ingen afgørelse og den danske flåde kunne derfor forenes med den hollandske styrke. En fornyet træfning, slaget ved Öland, indledtes ud for Utklippan den 1. juni i frisk sydvestlig vind, der efterhånden gik i vest og øgedes til halv storm.

## Forliset
Ved middagstid den 1. juni 1676 traf rigsråd Lorentz Creutz d.æ., der også var chef for den svenske flåde, beslutning om at Stora Kronan skulle vende mod den dansk-hollandske orlogsstyrke. Med denne vending signalerede man at hele flåden skulle vende om. Ved den hastige vending hældede skibet så meget, at der strømmede vand ind ad kanonportene. I den forbindelse faldt en brændende lunte ned i krudtmagasinet, hvorved skibets styrbordsside sprængtes. Forliset kostede cirka 750 menneskeliv og er et af de største tab, som har ramt den svenske flåde. Kun omkring 40 ombordværende overlevede. I samme søslag forliste også admiralsskibet Svärdet.

## Genopdagelse
Vraget af Stora Kronan blev genfundet i 1980 af Anders Franzén, der tidligere havde lokaliseret det svenske orlogsskib Vasa. Skibet ligger i Østersøen på 26 meters dybde, omkring 6 kilometer fra byen Hulterstad på det sydøstlige Öland. Den meget kraftige eksplosion ved forliset ødelagde store dele af skroget, og den forreste tredjedel er ikke fundet. Adskillige kanoner er genfundet i vraget og rundt omkring det. I de mere velbevarede dele af skibet, har man gjort mange fund; ved totredjedeles udgravning af vraget, havde man registreret 20.000 fund.
En kiste bjærget fra Stora Kronan i 2005 indeholdt 6.246 fireøresmønter i sølv, samt 168 mark og mark- og dalermønter, alle præget i 1675.